# Barwani
Barwani, även kallad Badwani, är en stad, kommun och distrikt i Madhya Pradesh i Indien, vid vänstra stranden av Narbada i Satpurabergen.
Förr var det en brittisk vasallstat på 3 527 km², huvudsakligen bebott av bhiler. Fursten tillhörde en rajputsläkt, som regerat sedan 1300-talet, och bar titeln "rana". Staten betalade ingen tribut till brittiska regeringen, men bidrog med 4 000 rupier årligen till upprätthållande av en truppstyrka (Malwa-bhil-kåren).